# Vomitory
Vomitory är en svensk musikgrupp (death metal) som bildades 1989 i Forshaga.
Ursprungligen inspirerades bandet av Sodom, Napalm Death, Slayer och Venom, men deras övergripande koncept har alltid varit att inte följa några trender inom death metal. Gruppens låttexter handlar om död, gore, krig, våld och anti-religion.

## Historia
Vomitory bildades 1989 av gitarristen Urban Gustafsson och basisten Ronnie Olson. Med influenser från den växande underground-scenen och band som Sodom, Napalm Death, Slayer och Venom utvecklades snart gruppens ljud till ren death metal. Under det tidiga 1990-talet spreds deras namn i den världsomfattande underground-scenen genom att bandet släppte några demos och en 7" vinylplatta. I mitten av 1990-talet, när death metal scenen började att stagnera, och de flesta hårdare metal-band lades ner eller ändrade sitt sound drastiskt, gav Vomitory ut sitt debutalbum, Raped in Their Own Blood, i november 1996, på det nederländska indie-skivbolaget Fadeless Records. Albumet fick positiv kritik och stor respekt inom underground-scenen. Det andra albumet, Redemption, som gavs ut 1999, visade vissa musikaliska framsteg, men också att gruppen fortfarande höll fast vid sin brutala stil inom death metal och tänkte aldrig följa några trender. I oktober samma år hade Vomitory spelat death metal i ett decennium och firade detta med att ge ut en begränsad 10" bild mini-LP. LP:n innehöll låtar som representerade olika perioder sedan starten till 1999.
Efter två fullängdsalbum på Fadeless Records och några kortare Europaturnéer, skrev Vomitory skivkontrakt med Metal Blade Records. Nu var bandet reducerat till endast fyra medlemmar, så basisten Erik Rundqvist började att ta hand om sången också. Efter en lyckad Europaturné som support för Cannibal Corpse och efter sitt framträdande på No Mercy Festival, 2000, släppte gruppen sitt tredje fullängdsalbum, Revelation Nausea. Den nya bandsättningen på fyra medlemmar visade sig vara ett bra recept när recensionerna för det tredje albumet var positiva. Det fjärde fullängdsalbumet, Blood Rapture, som gavs ut 2002, var ett steg framåt i samma riktning av death metal som Vomitory alltid gått. Än en gång bar den produktionen märket av Henrik Larsson och Berno Studio. Efter att albumet släppts åkte gruppen på Europaturné med bolagskamraterna Amon Amarth och Callenish Circle. Senare samma år spelade Vomitory på Wacken Open Air för första gången. 2003 var ett ganska lugnt år för gruppen, som mest fokuserade på att skriva nytt material istället för att spela live. I december samma år gick de in i Studio Kuling i Örebro tillsammans med Henrik Larsson för att spela in gruppens femte fullängdsalbum, Primal Massacre, som gavs ut i april 2004. Samma månad spelade bandet på No Mercy Festival i Europa med band som Cannibal Corpse, Hypocrisy, Exhumed och Kataklysm.

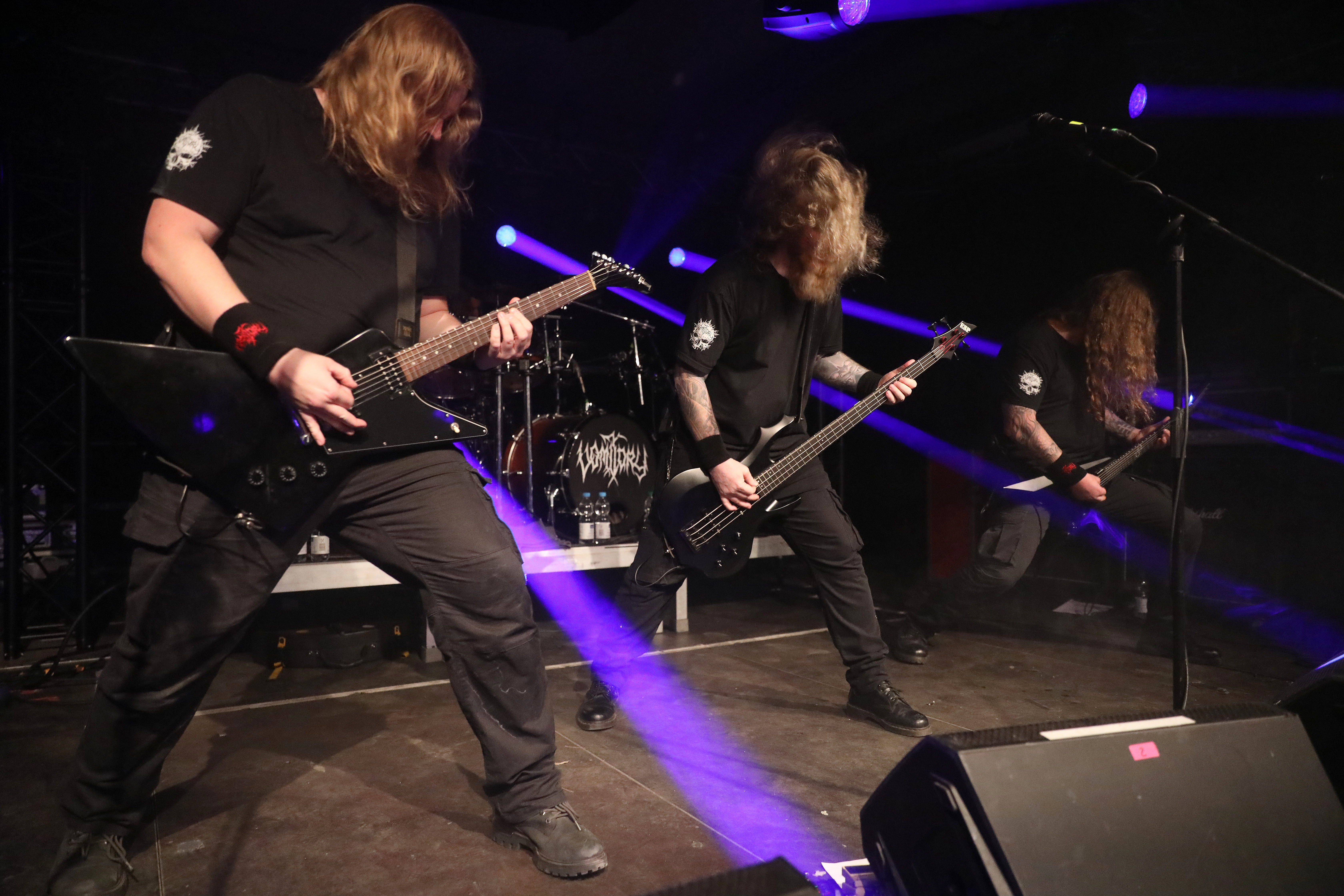
Vomitory, 2023

I september 2005, bestämde sig gitarristen Ulf Dalegren att lämna bandet efter nästan 15 år i bandet. Peter Östlund från The Law rekryterades för att fylla den lediga platsen som gitarrist. I april 2007, släppte gruppen sitt sjätte album, Terrorize Brutalize Sodomize. Den 5 januari 2009 gick Vomitory in i Leon Music Studios i Karlstad för att spela in sitt sjunde fullängdsalbum. Albumet släpptes den 8 maj 2009.

## Medlemmar
Nuvarande medlemmar
- Tobias "Tobben" Gustafsson – trummor (1989–2013, 2017, 2018–) (också i Torture Division)
- Urban Gustafsson – gitarr (1989–2013, 2017, 2018–)
- Erik Rundqvist – sång, basgitarr (1997–2013, 2017, 2018–)
- Peter Östlund – gitarr (2005–2013, 2017, 2018–)

Tidigare medlemmar
- Ulf Dalegren – gitarr (1989–2005)
- Ronnie "Ripper" Olson – sång, basgitarr (1989-1996)
- Bengt Sund – basgitarr (1990–1993)
- Thomas Bergqvist – basgitarr (1993–1996)
- Jussi Linna – sång (1997–1999)

Turnerande medlemmar
- Anders Bertilsson – gitarr (2012–2013)
- Danny Tunker – gitarr (2012)

## Diskografi
Demo
- 1992 – Demo
- 1993 – Promo '93
- 1994 – Through Sepulchral Shadows

Studioalbum
- 1996 – Raped in Their Own Blood
- 1999 – Redemption
- 2000 – Revelation Nausea
- 2002 – Blood Rapture
- 2004 – Primal Massacre
- 2007 – Terrorize Brutalize Sodomize
- 2009 – Carnage Euphoria
- 2011 – Opus Mortis VIII
- 2023 – All Heads Are Gonna Roll

EP
- 1993 – Moribund
- 1999 – Anniversary Picture Disc

Video
- 2011 – Dead & Drunk – Live! (DVD)

Annat
- 1999 – Procreate Insanity / Warning! Vomitory Goes Pugh! (delad 7" vinyl: Vomitory / Murder Corporation)